# Эмпирическая закономерность
Эмпирическая закономерность (от греч. εμπειρια — опыт; см. Эмпирические данные), правило большого пальца (англ. rule of thumb) — зависимость, основанная на экспериментальных данных и позволяющая получить приблизительный результат, в типичных ситуациях близкий к точному.
Такие закономерности легко запоминаются и дают возможность обходиться без сложных инструментальных измерений, чтобы вычислить некую величину. Подобные принципы используются в эвристике, широко распространённой в математике, психологии и информатике.
Закономерность обычно выражается в виде математической формулы, отражающей наблюдаемые результаты с достаточной точностью. Такая формула либо не имеет строгого теоретического вывода, либо является достаточно простым аналогом более сложного точного теоретического соотношения.
Характерной особенностью формул, выражающих эмпирические закономерности, является наличие эмпирических коэффициентов — специально подобранных параметров эмпирической формулы.
Другой вариант эмпирической закономерности представляет собой набор кривых (номограммы), описывающих поведение системы в разных условиях.
Наиболее часто эмпирические закономерности используются в области технических наук.
Также эмпирические закономерности появляются в быстро развивающихся отраслях науки, но в этом случае они со временем заменяются точными формулами при накоплении достаточного количества знаний. Самый, наверное, известный из таких переходов от эмпирической закономерности к точным формулам — отказ от эпициклов при переходе от геоцентрической к гелиоцентрической картине мира, произведённый Коперником.
В иностранных источниках часто употребляется термин rule of thumb (англ.), то есть «правило большого пальца». Наиболее известная теория его происхождения связана с городской легендой, согласно которой, якобы существовавший английский закон XVII века устанавливал максимальный диаметр палки, которой муж имеет право бить жену, в толщину большого пальца своей руки. Исследование, посвящённое юридической стороне вопроса, опровергает связь термина с побоями и датирует 1977 годом первое предположение о происхождении выражения «правило большого пальца» от легендарного (но упомянутого в исторических источниках) правила о наказании домочадцев. Собственно термин англ. rule of thumb в старинных юридических документах вообще отсутствует, и впервые встречается в учебнике по фехтованию 1692 года, где шотландец Уильям Хоуп написал: «он достиг своего эмпирически (англ. by rule of thumb), а не по знанию (англ. not by art)».